# Angle de refracció
L'angle de refracció és l'angle format per un raig refractat i la normal a la superfície que separa dos medis transparents en el punt d'incidència.
En una refracció un raig de llum incident viatja per un determinat medi material i arriba a la superfície de separació amb un altre medi material d'índex de refracció diferent, és a dir, de propietats òptiques diferents. El raig que viatja per dins el nou medi ho fa seguint una direcció diferent a la del raig incident degut a la diferència de propietats òptiques, en concret de la velocitat de la llum en diferents medis. L'angle respecte de la normal d'aquest raig refractat és el que s'anomena angle de refracció. S'empra a la llei de Snell.